# U-505号潜艇
U-505号潜艇是二战期间德国海军建造的德国IX型潜艇。她于1944年6月4日被美国海军俘虏。
在纳粹德国海军服役时，她曾在巡逻中成为“二战中受损最严重并成功返回港口的U型潜艇”。她于1944年6月4日被美国海军22.3特遣队 (TG 22.3) 俘虏，这是二战期间盟军俘获的六艘U型潜艇之一。被俘后，这艘潜艇被秘密拖到百慕大，她的船员被关押在美国战俘营，在那里他们被拒绝接受国际红十字会的访问。美国海军将U-505号列为最高机密，避免被德国人发现。
1954年，U-505号被捐赠给伊利诺伊州芝加哥市的科学与工业博物馆。她现在是作为博物馆展览船幸存下来的四艘德国二战U型潜艇之一，也是保存完整的两艘IX-C型潜艇之一（另一艘为U-534）。

## 设计
IX-C型潜艇比最初的IX-B型稍大。U-505号在水面时的排水量为1,120公噸（1,100長噸），在水下为1,232公噸（1,213長噸） 该型号的总长度为76.76米（251英尺10英寸） ,耐压船体长度58.75米（192英尺9英寸） ,光束为6.76米（22英尺2英寸） ，高度为9.60米（31英尺6英寸），以及4.70米（15英尺5英寸）的吃水深度。该潜艇由两台MAN M 9 V 40/46增压四冲程九缸柴油发动机提供动力，在水面上时可达到总4,400匹公制馬力（3,240千瓦特；4,340匹軸馬力），两台Siemens-Schuckert 2 GU 345/34双作用电动机，总1,000匹軸馬力（1,010匹公制馬力；750千瓦特）用于水下使用。她有两个杆身和两个1.92米（6英尺）的螺旋桨。该船能够下潜最深达230米。
该型号的最大水面速度为18.3節（33.9每小時；21.1英里每小時），最大水下速度为7.3節（13.5每小時；8.4英里每小時）。在水下，该船可以4節（7.4每小時；4.6英里每小時）的速度航行63海里（117；72英里）；浮出水面时，她可以以10節（19每小時；12英里每小時）的速度航行13,450海里（24,910；15,480英里）。U-505号配备了六个53.3 cm（21英寸）的鱼雷发射管（四个安装在船头，两个安装在船尾），22枚鱼雷，一门舰炮，配备180发炮弹，和一门3.7 cm（1.5英寸）SK C/30以及C/30高射炮。

## 服役历史
U-505号的龙骨于1940年6月12日由德意志造船厂在德国汉堡的295号码头建造完成。整体建造完成后于1941年5月25日下水，8月26日正式服役。U-505号的首任舰长是阿克塞尔-奥拉夫·洛威 (Axel-Olaf Loewe)上尉。1942年9月6日，洛威被解职，接任者彼得·日切赫（Peter Zschech)在执行任务中自杀死亡。保罗·梅尔（Paul Meyer）上尉代理了大约两周的舰长，直到11月8日他被解职。梅尔的职位最终被兰奇（Harald Lange）上尉接手，他在1944年6月4日被捕之前一直指挥这艘船。
U-505号在她的职业生涯中共进行了12次巡逻，击沉了8艘船，总吨数为45005。在被击沉的船中有三艘为美国船，两艘英国船，一艘挪威船，一艘荷兰船和一艘哥伦比亚船。

### 第一次巡逻
U-505号在1941年8月26日至1942年1月31日和4U艇舰队进行训练演习后，于1942年2月1日被编入2U艇舰队。她于1月19日从基尔开始了她的第一次巡逻，当时她仍在接受战斗训练。2月3日，她绕不列颠群岛航行了16天，最终停靠在法国的洛里昂。在巡逻期间她没有与敌舰交战，也没有受到攻击。

### 第二次巡逻
U-505号于1942年2月11日离开洛里昂开始了她的第二次巡逻任务。在86天内，她前往非洲西海岸，在那里击沉了她的第一艘船。接下来，在不到一个月的时间里，U-505号击沉了四艘船，分别为：英国Benmohr号、挪威的Sydhav号、美国的West Irmo号和荷兰的Alphacca号，共计25041吨。4月18日，U-505号在大西洋中部遭到盟军飞机的袭击，但几乎没有受损。

### 第三次巡逻
1942年6月7日，U-505号离开母港洛里昂后开始执行第三次巡逻任务。她在加勒比海击沉了美国船只“SS”号号和“SS”号号以及哥伦比亚的乌鲁斯（Urious）号。 乌鲁斯号是一艘属于哥伦比亚外交官的帆船，因此它的沉没为哥伦比亚提供了对德国宣战的政治依据。 U-505号巡逻80天后于8月25日返回洛里昂。在本次巡逻中，U-505号并没有受到攻击。

### 第四次巡逻
U-505号的第四次巡逻的地点是南美洲北部海岸。她于1942年10月4日离开洛里昂，并于11月7日在委内瑞拉海岸击沉了英国船只“海洋正义”号。 11月10日在特立尼达附近海域，U-505号被皇家空军第53中队的洛克希德哈德逊海上巡逻机发现，巡逻机对浮在水面上的U-505号进行了低空攻击，并投放了一枚250磅（110）的炸弹，这枚炸弹击中水位以上的甲板，当场炸死了一名警卫，炸伤了指挥塔中的另一名船员。爆炸还将高射炮从其支架上砸下来，并严重损坏了该船的耐压船体。由于爆炸非常猛烈，这架巡逻机也被弹片击中，坠入附近的海里，导致飞行员罗纳德·西尔科克 (Ronald Sillcock) 中士及全体机组人员死亡。由于U-505号的水泵在爆炸中受损，水淹没了几个地方的机舱。船长命令船员弃船，但一名技术人员（首席军士Otto Fricke）坚持要留在船上继续维修。经过近两周的维修工作，该船的水密功能恢复。在将受伤的值班船员转移到U-462后，U-505号以低速一瘸一拐地返回洛里昂。

### 糟糕的表现
在洛里昂进行六个月维修后，U-505号开始了她的第五次巡逻。她于1943年7月1日离开洛里昂，13天后返回，此次巡逻中，U-505号遭到3艘英军驱逐舰追击。虽然U-505号在这次遭遇战中没有受到严重损伤，但她不得不返回法国母港进行维修。 U-505号接下来的四个巡逻任务由于设备故障和法国抵抗组织的破坏而不得不终止。   被发现的故障包括电机和雷达设备损坏、法国工人故意在柴油燃料箱上钻洞，以及修理的零件焊缝有问题。由于这种情况时常发生，以至于U-505号成了整个洛里昂基地的笑话。

### 第十次巡逻和日切赫的自杀
在洛里昂待了10个月后，U-505号出发前往大西洋执行她的第十次巡逻任务，试图打破她的厄运和士气低落的局面。英国驱逐舰于1943年10月24日在亚速尔群岛以东发现了她，在穿越比斯开湾后不久，她被迫潜入水中并经受了一次严重的深水炸弹袭击。在袭击期间，舰长彼得·日切赫在潜艇控制室当着船员的面开枪自杀。第一值班军官保罗·迈耶（Paul Meyer）接手指挥，将船以最小的损坏返回港口。德国海军为此事件“免除了迈耶的所有责任”。  日切赫被记录为在战争期间唯一一位在水下自杀的潜艇艇员。

### 第十一次巡逻
在日切赫死后，哈罗德·兰奇上尉成为了该舰的新任指挥官。U-505号的第十次巡逻始于1943年的圣诞日。12月28日，U-505号从在比斯开湾被英军击沉的舰艇中救出33名船员后返回洛里昂。

## 击沉船只总结
| 日期          | 船名            | 船籍     | 吨位 （總噸） | 结局 |
| ------------- | --------------- | -------- | ------------- | ---- |
| 1942年3月5日  | 本莫尔号        | 英国     | 5,920         | 沉没 |
| 1942年3月6日  | 西达夫号        | 挪威     | 7,587         | 沉没 |
| 1942年4月3日  | 西伊尔莫号      | 美国     | 5,775         | 沉没 |
| 1942年4月4日  | 阿尔法卡号      | 荷蘭     | 5,759         | 沉没 |
| 1942年6月28日 | 海鸫号          | 美国     | 5,447         | 沉没 |
| 1942年6月29日 | 托马斯·麦基恩号 | 美国     | 7,191         | 沉没 |
| 1942年7月22日 | 乌鲁斯号        | 哥伦比亚 | 153           | 沉没 |
| 1942年11月7日 | 海洋正义号      | 英国     | 7,173         | 沉没 |

## 第十二次巡逻

### 反潜特遣队
盟军从破译的德军情报中获悉，U型潜艇将在佛得角附近巡逻，但并未得知它们的确切位置。 美国海军派出了22.3特遣队前往该地区，这是一个由丹尼尔·V·加莱瑞上尉指挥的“猎人-杀手”小组。TG 22.3由护航航空母舰瓜达尔卡纳尔号和由弗雷德里克·霍尔指挥的驱逐舰Pillsbury、Pope、Flaherty、Chatelain号和Jenks号。该小组于1944年5月15日从弗吉尼亚州诺福克出发，并于5月下旬开始在该地区使用高频定向定位（“Huff-Duff”）及空中和地面侦察寻找U型潜艇。

### 探测与攻击
1944年6月4日11:09，TG 22.3在21°30′N 19°20′W / 21.500°N 19.333°W使用声纳(ASDIC)探测到了U-505号的准确位置（离Río de Oro海岸约280公里）。距离U-505号最近的查特莱兰号立即向定位点移动，而瓜达尔卡纳尔号以最高速度紧追，一架格鲁曼F4F野猫战斗机从航母上起飞，加入提前起飞的另一架野猫和一架TBF复仇者轰炸机。
查克兰号离U-505号非常近，以至于深水炸弹下沉的速度不足以拦截U型潜艇，因此她在经过潜艇并转身用深水炸弹进行后续攻击之前发射了刺猬迫击炮。此时在空中的一架飞机发现了U-505号并向水中开火以标记位置，而查克兰号则投下了深水炸弹。炸弹爆炸后立即在水面上蔓延了一大片浮油，战斗机飞行员用无线电说：“潜艇浮出水面！”在查特兰号的第一次攻击开始后不到七分钟，这艘严重受损的潜艇在不远处浮出水面。 查特兰号立即用所有可用的武器向它开火，特遣队的其他船只和两艘野猫战斗机也加入了进来。
舰长兰格认为U-505号受到损坏已经无法修复，并命令他的船员弃船。船员们服从了命令，但没有将船凿沉；他们打开了一些阀门，但发动机还在继续运转。船舵被深水炸弹损坏，所以潜艇以大约7節（13每小時；8.1英里每小時）的速度原地打转。查特兰号的指挥官看到潜艇仍在转向，认为她仍有战斗力，于是下令向U-505号发射一枚鱼雷；鱼雷未击中，从U-505号的前方擦过。

### 打捞

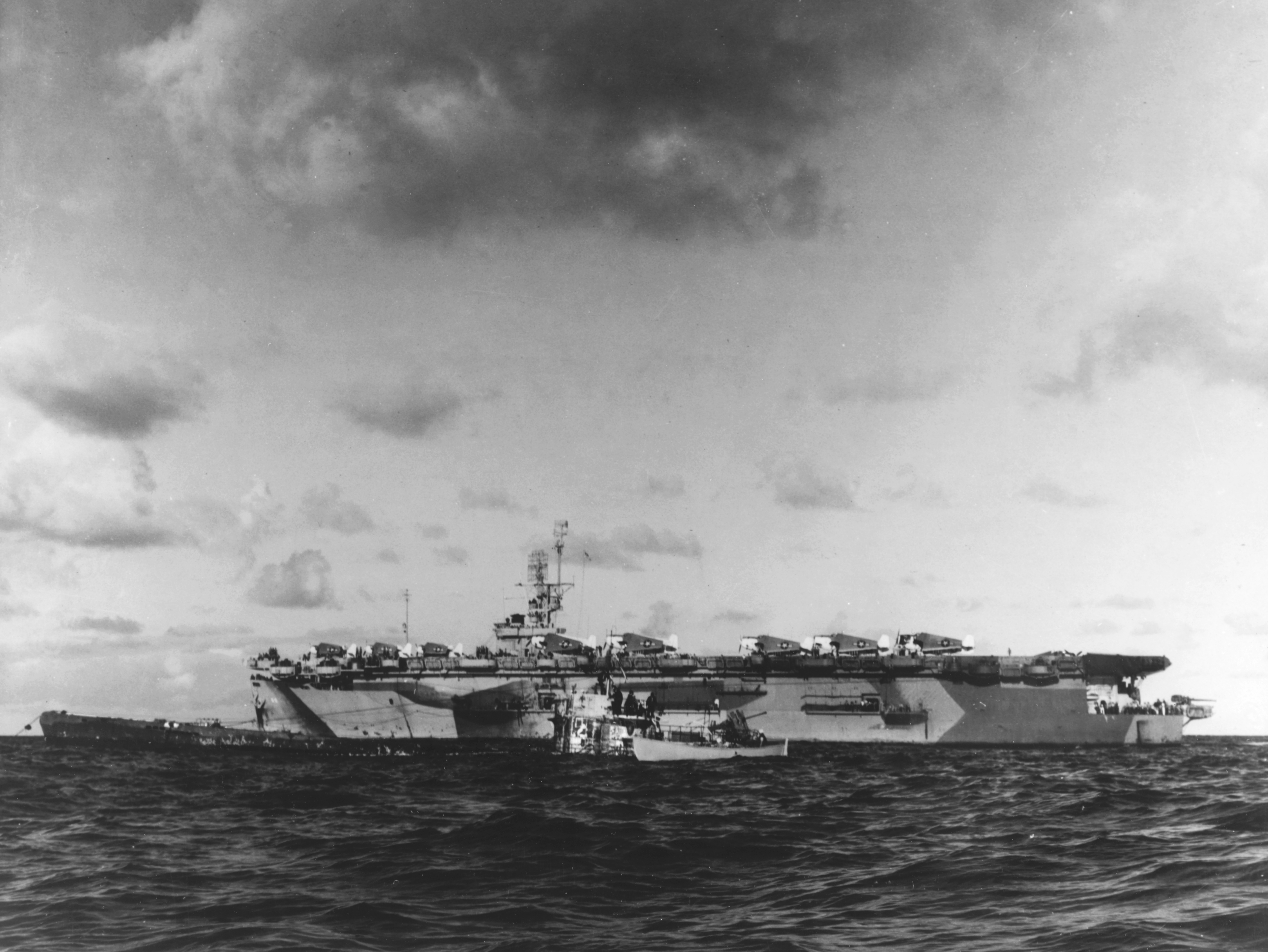
瓜达尔卡纳尔号航母在被俘的U-505号旁边

美军从海面上救起了幸存者，由Albert David中尉率领的8人小组乘船来到潜艇旁边，并通过指挥塔进入。他们在甲板上发现了一等信号员Gottfried Fischer的尸体，这是战斗中唯一的阵亡水兵。美军在潜艇里获得了海图和密码本。美军工程师阻止了进水，使潜艇继续漂浮在水中。 U艇研究员德里克·沃勒 (Derek Waller) 写道，德国船员埃瓦尔德·费利克斯 (Ewald Felix) 帮助挫败了凿沉企图。

## 最后的旅程
美国海军将U-505号保存在位于百慕大的美国海军作战基地，海军情报人员和工程师对其进行了深入研究。为了使德国人产生U-505号已经被击沉而不是被俘的错觉，她被涂得看起来像一艘美国潜艇并被更名为尼莫号。在欧洲战事结束时，U-505号被用来促进E战争债券的销售，作为“强大的 7th”战争贷款活动的一部分。任何购买债券的人也可以购买一张船票来登船参观。1945年6月，U-505号访问了纽约、费城和巴尔的摩。

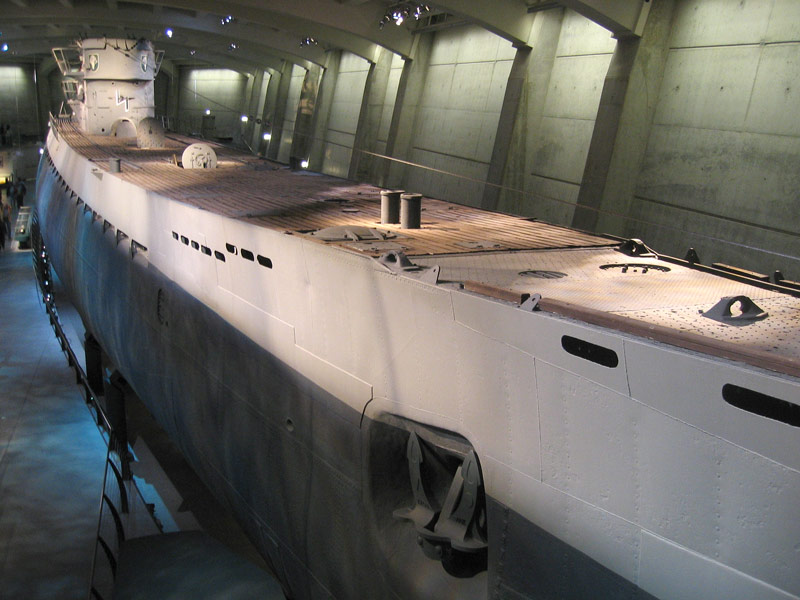
伊利诺伊州芝加哥科学与工业博物馆展出的U-505号

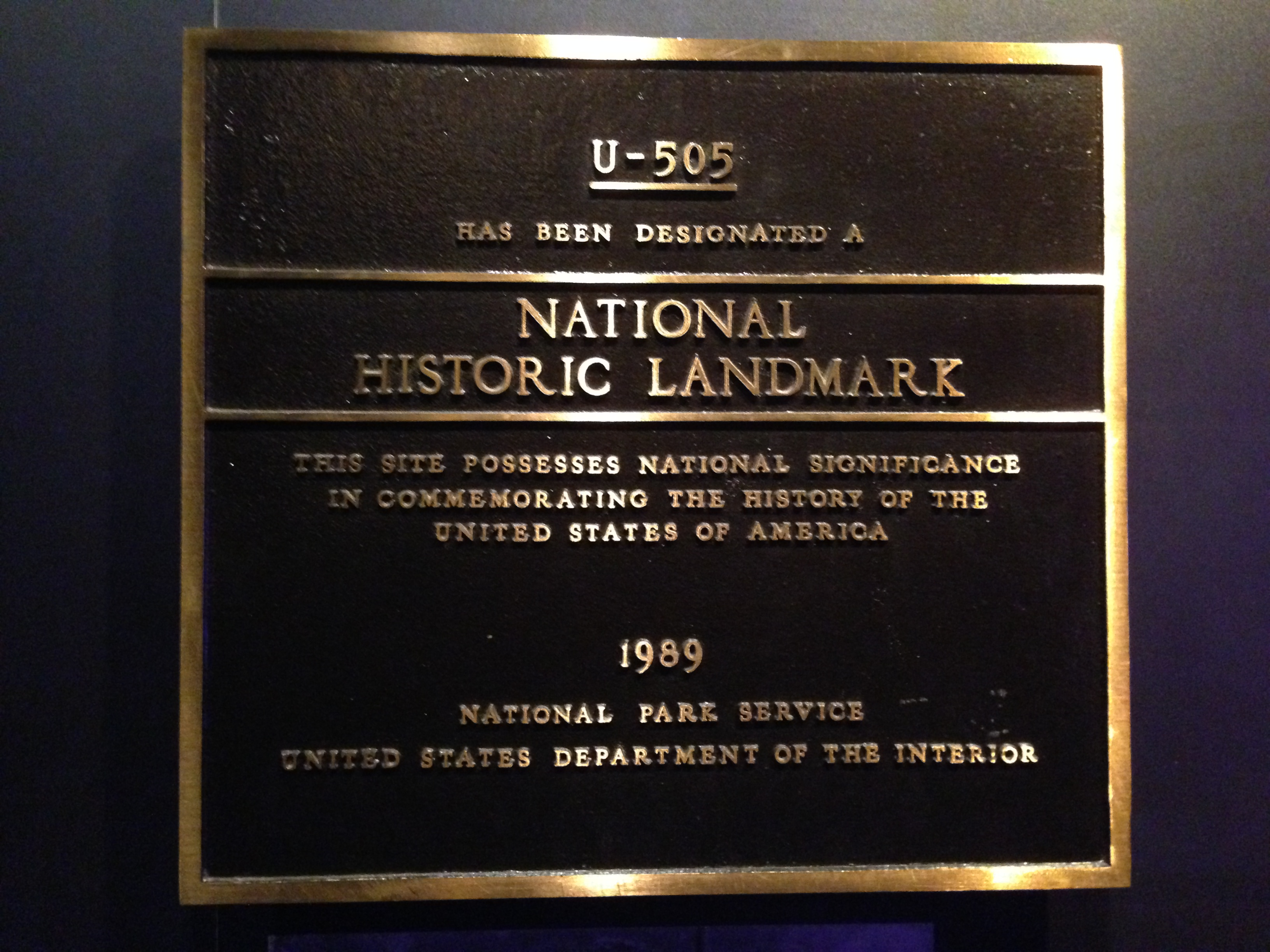
科学与工业博物馆的标牌

战后，美国海军不再使用U-505号。专家在百慕大对她进行了彻底检查，并将该船遗弃在朴茨茅斯海军造船厂，因此海军决定将她用作射击和鱼雷练习的目标，直到她沉没。 1946年，反对海军U-505号计划的海军少将加纳利告诉他的兄弟约翰·加纳利这个计划，约翰神父联系了芝加哥科学与工业博物馆(MSI) 的主席莱诺克斯·洛尔，询问博物馆是否对它感兴趣。博物馆已经计划展示一艘潜艇，购买U-505号似乎很理想。美国政府于1954年9月将潜艇捐赠给博物馆，芝加哥居民筹集了25万美元用于运输和安装潜艇。1954年7月，海岸警卫队的拖船将船拖过五大湖。博物馆于1954年9月25日将其作为永久展览和战争纪念碑，以纪念在第一次和第二次大西洋海战中丧生的所有水手。

## 博物馆展览船
U-505号抵达博物馆时，几乎所有可拆卸部件都已从船内被拆走。所以博物馆馆长洛尔要求德国制造商提供替代品，这些制造商提供了该船的原始零部件以作为展览用。海军上将加纳利在他的自传中说，每家德国公司都愿意免费提供所需的零件。大多数信件都表明制造商希望她成为德国先进技术的体现。
1964年，也就是这艘船被俘虏20年后，博物馆举行了一次聚会，加纳利在那里将一套属于船长的双筒望远镜归还给了蘭奇。